# Nankhatai
Nankhatai (en urdu: نان خطائی‎) son galletas de shortbread con origen en el subcontinente indio, siendo populares en el norte de India y Pakistan. La palabra Nankhatai es derivada de la palabra persa Naan que significa pan, y «Khatai» del persa darí, que significa galleta. En Afganistán y el noroeste de Irán estas galletas se llaman «Kulcha-e-Khataye». El kulcha es un tipo de pan indio similar al naan.

## Historia
Se cree que el Nankhatai se originó en Surat en el siglo XVI, cuando los indios y holandeses eran mercaderes de especias importantes. Una pareja holandesa había establecido una repostería en Surat para satisfacer las necesidades de los residentes holandeses locales. La pareja holandesa dejó la India posteriormente y la panadería fue entregada a un iraní. Las galletas eran disgustadas por los habitantes locales. Para prevenir el fracaso económico de su establecimiento comenzó a vender pan seco a precios bajos. Posteriormente, comenzó a secarlo antes de venderlo. Este proceso dio lugar al Nankhatai.